# August Krohn
August Krohn (* 29. Juli 1840 in Brusendorf, Landkreis Teltow; † 27. Februar 1889 in Wiesbaden) war ein deutscher Philosophiehistoriker.

## Leben
August Krohn studierte Philosophie, Geschichte und Klassische Philologie an der Berliner Universität und arbeitete ab 1867 als Lehrer an der Ritterakademie in Dom Brandenburg. Neben der Arbeit qualifizierte er sich für eine akademische Laufbahn: 1870 promovierte er an der Universität Leipzig zum Dr. phil., 1875 habilitierte er sich an der Universität Halle für Philosophie. Sein Forschungsschwerpunkt war die platonische Philosophie, deren Entwicklung und Rezeption er bei Aristoteles und bis in die Neuzeit (Johann Gottlieb Fichte) verfolgte.
An der Universität Halle lehrte Krohn sechs Jahre lang als Privatdozent antike und moderne Philosophie. 1881 wurde er zum außerordentlichen Professor ernannt. 1884 folgte er einem Ruf der Universität Kiel als ordentlicher Professor der Philosophie. Er starb fünf Jahre später auf einer Reise in Wiesbaden.

## Schriften (Auswahl)
- Quaestiones Platonicae. Leipzig 1870 (Dissertation)
- Zur Kritik Aristotelischer Schriften. Brandenburg 1872
- Sokrates und Xenophon. Halle 1875
- Socratis doctrina ex Platonis republica illustrata. Halle 1875 (Habilitationsschrift)
- Der Platonische Staat. Halle 1876
- Studien zur sokratisch-platonischen Literatur. Halle 1876
- Die Platonische Frage. Halle 1878